# Сколиоз
Сколио́з (лат. scoliōsis ← греч. σκολιός «кривой») — трёхплоскостная деформация позвоночника у человека. Искривление может быть врождённым, посттравматическим и идиопатическим (т.е. "неизвестнопричинным").

## Терминология
Исторически сложилось, что на постсоветском пространстве сколиозом называют как любое отклонение позвоночника во фронтальной (корональной) плоскости, фиксированное или не фиксированное, так и медицинский диагноз, описывающий серьёзное заболевание позвоночника — т. н. «сколиотическую болезнь».
Сколиотическая болезнь — прогрессирующее (то есть ухудшающееся с ростом позвоночника) диспластическое заболевание растущего позвоночника детей в возрасте от 6−15 лет, чаще девочек (в 3−6 раз).
Сколиотическая болезнь — боковое искривление позвоночника с обязательной ротацией тел позвонков (и последующей их торсией), характерной особенностью которого является прогрессирование деформации, связанное с возрастом и ростом ребёнка.
За пределами бывшего СССР сколиотическую болезнь называют идиопатическим сколиозом или быстропрогрессирующим сколиозом.

## Классификация
Классификации сколиоза:
- по происхождению: первичные(идиопатические и врождённые) и вторичные (после проявления первыми других патологий).
- по форме искривления:
  - С-образный сколиоз (с одной дугой искривления),
  - S-образный сколиоз (с двумя дугами искривления),
  - Z- образный сколиоз (с тремя дугами искривления);
- по локализации искривления;
- рентгенологическая классификация (по В. Д. Чаклину в распространённой версии  Министерства Обороны):
  - 1 степень сколиоза. Угол сколиоза 5° — 10°,
  - 2 степень сколиоза. Угол сколиоза 11° — 25°,
  - 3 степень сколиоза. Угол сколиоза 26° — 50°,
  - 4 степень сколиоза. Угол сколиоза > 50°;
- по изменению степени деформации в зависимости от нагрузки на позвоночник;
- по клиническому течению.

80 % сколиозов имеют неизвестное происхождение, и потому называются идиопатическими (греч. ἴδιος — собственный + πάθος — страдающий), что примерно означает «болезнь сама по себе».
За рубежом широко применяется классификация по возрасту больного на момент диагностики заболевания.
В сложившейся мировой практике сколиозы различают по разнице во времени их проявления (манифестации) в типичные скачки роста:
- инфантильными идиопатическими сколиозами называются сколиозы, появившиеся между первым и вторым годом жизни;
- ювенильными идиопатическими сколиозами называются сколиозы, появившиеся между четырьмя годами и шестью;
- адолесцентными (подростковыми) идиопатическими сколиозами называются сколиозы, возникающие в основном между десятью и четырнадцатью годами.

По различным локализациям искривлений различают:
- торакальный сколиоз — искривление только в грудном отделе позвоночника;
- люмбальный сколиоз — искривление только в поясничном отделе позвоночника;
- тораколюмбальный сколиоз — одно искривление в зоне грудопоясничного перехода;
- комбинированный сколиоз — двойное S-образное искривление.

Развившиеся в процессе скачка роста (при неадекватном лечении или его отсутствии) внешние виды спин девочек-подростков и взрослых девушек с одинаковой величиной главной дугой искривления в 40⁰ (на постсоветском пространстве это считается "III степенью сколиоза"), но с разными расположениями этих дуг в позвоночниках и следовательно, с разными видами косметических деформаций туловищ.

## Сколиотическая болезнь. Её этиология, диагностика и лечение

### Этиология
Сколиоз причисляется к деформациям периода роста. Он начинается и ухудшается (прогрессирует) в юности, во время усиленного роста тела, к примеру, в пубертатные скачки роста. В этот момент у здоровых детей формируются нормальные физиологические изгибы позвоночника в сагиттальной плоскости - нормальный кифоз и нормальный лордоз, более сильно выраженные у женского пола. У больных сколиозом эти изгибы формируются  в разных других плоскостях, а не только в сагиттальной, как должно быть  в норме. Примерно в 80 % всех случаев причина возникновения искривлений неизвестна. Эти сколиозы называют идиопатическими (что в переводе с греческого означает «неизвестной причины»). Такой сколиоз встречается у девочек в среднем примерно в 4—7 раз чаще, чем у мальчиков (точнее девочки имеют сколиоз с углом Кобба от 10 до 19 градусов в 1,4 раза чаще чем мальчики; с углом от 20 до 29°  уже в 5,4 раза чаще чем мальчики; а  с углом больше 30° вообще в 7,2 раза чаще). 
Идиопатический сколиоз не имеет ничего общего с так называемым «младенческим сколиозом», который проявляется до года жизни и при котором нет аномалий развития тел отдельных позвонков (в отличие от врождённого сколиоза). «Младенческий сколиоз» может исчезать сам по себе.
Идиопатический сколиоз возникает в основном в фазы ускоренного роста скелета и никогда сам по себе не исчезает. Во время пубертатного скачка роста (обычно это год до первых месячных и год после (по Абальмасовой; 1986)) очень часто происходит неожиданное и быстрое прогрессирование. В течение нескольких месяцев сколиоз часто достигает уровня, уже требующего хирургического вмешательства. Многие родители и практикующие врачи ошибаются на этом этапе, когда речь идет о сколиозе, уже возникшем ещё до полового созревания и практически не ухудшившемся в течение длительного периода времени наблюдения, поэтому эти сколиозы больше не контролируются регулярно у врача, а в начале полового созревания они не получают вовремя  адекватного лечения и резко прогрессируют(ухудшаются) приводя к грубым заметным деформациям тела.
В ходе развития скелета только 5% ювенильных сколиозов не прогрессируют. У остальных искривление увеличивается примерно на 1–5° Кобба в год, пока они не достигнут 10-летнего возраста, и на 5–10° Кобба в год после конца 10-го года жизни, во время пубертатного скачка роста. Однако в течение шести месяцев при пубертатном скачке  они также могут резко увеличиться более чем на 40° по Коббу.)
Оставшиеся 20 % сколиозов возникают вследствие врождённых деформаций позвонков, как к примеру синдром Клиппеля-Файля, заболеваний нервно-мышечной системы, как например полиомиелит, заболевания соединительных тканей, обмена веществ костей, после травм и ампутаций вследствие несчастных случаев или операций по удалению злокачественных опухолей, а также у детей после операций на сердце или из-за выраженной разницы длины ног.

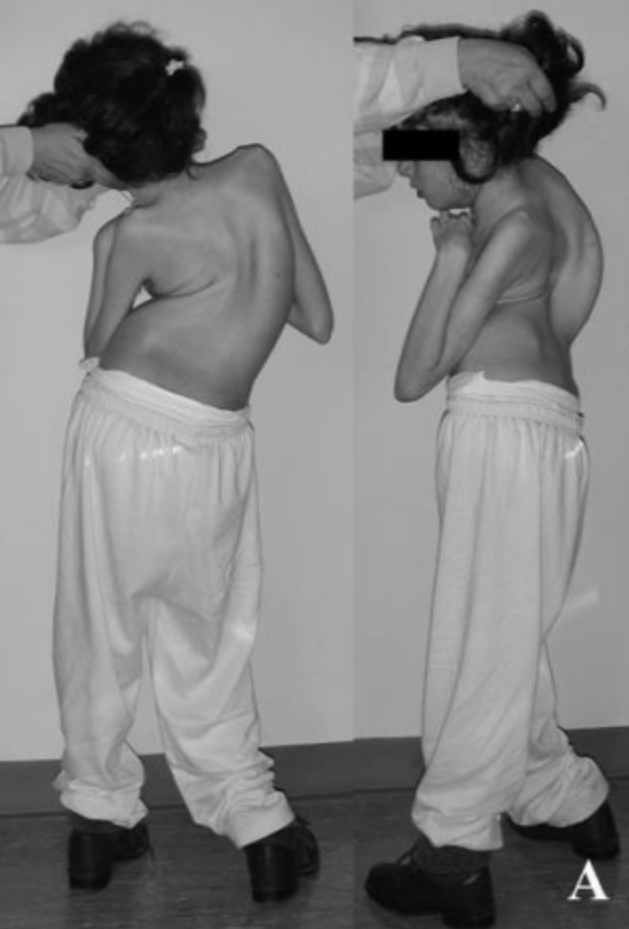
Пример тяжёлой формы сколиоза, развившегося к 15 годам у девочки, осложнённый наличием синдрома Ретта

### Диагностика
В ранних стадиях искривления выявляются лучше всего тестом «в наклоне», иногда называемом тестом Адамса, по фамилии врача его предложившего в 1865 году. При этом пациент наклоняется вперёд со свободно опущенными руками. Проверяющий смотрит сзади на позвоночник и отмечает асимметрию — выступающее ребро, возвышающиеся с одной стороны ребра или лопатку, искривления позвоночника. 
Величина искривления позвоночника измеряется с помощью рентгеновского снимка всего позвоночника стоя. Возможны и врождённые рёберные деформации и деформации тел позвонков. С помощью этой информации можно отличить идиопатический и врождённый сколиоз. На рентгеновском снимке в боковой проекции можно также определить, есть ли врождённые деформации в этой плоскости или нарушения нормальных изгибов позвоночника — физиологических кифозов и лордозов.
Схема анализа рентгеновского снимка для определения угла искривления разработана в 50-х годах XX века американским ортопедом Дж. Коббом (англ. John Robert Cobb). Угол искривления, измеренный по рентгеновским снимкам теперь называется «углом по Коббу». Для определения угла деформации на передне-задней рентгенограмме проводят две линии, параллельных замыкательным пластинкам нейтральных позвонков. В точке пересечения этих линий или перпендикуляров к ним измеряют угол сколиоза.

методика измерения дуги искривления по Коббу

Важно, кроме того, определить ротацию и торсию сколиоза. Ротация — это остаточный разворот тел позвонков в покое относительно друг друга, а торсия — скручивание вдоль вертикальной оси  собственно костной ткани отдельного позвонка. Для определения торсии и ротации используется простая методика Нэша и Мо (англ. Clyde Lester Nash, John H. Moe), или более точная — Раймонди (англ. Anthony John Raimondi).
Поскольку состояние сколиотического позвоночника часто, особенно в период полового созревания, значительно ухудшается очень быстро в течение нескольких месяцев, для контроля нужно чаще использовать и безвредные нелучевые методики, например, сколиометрию по Буннеллю (англ. William P. Bunnell), трёхмерное светотоптическое измерение профиля спины, трёхмерное исследование позвоночника контактным или ультразвуковым сенсором, фотоконтроль у ортопеда.
Кроме этого, для снижения дозы рентгеновского облучения применяются снимки с низким облучением, т. н. «low dose»-снимки. При них сокращено время облучения пациента и снимок подходит только для определения углов искривления. Также используется прикрытие зон молочных желез круглыми защитными экранами соответственно размеру железы. Проводится аналогичная защита яичников у девочек путем покрытия экранами при исследовании зон окостенения подвздошной кости.
С увеличением искривления возрастает тенденция к ухудшению проблем общего состояния здоровья. Сильные сколиозы являются причиной уродующей деформации туловища и его укорочения и вместе с этим приводят к уменьшению объёма грудной клетки и брюшной полости, что ведёт к ограничению функции внутренних органов вплоть до значительного сокращения срока жизни при очень сильных деформациях.
Исходя из этого, сколиозы должны первично регулярно наблюдаться компетентным в проблеме врачом и при прогрессировании своевременно и адекватно лечиться у высококомпетентных специалистов по прогрессирующим сколиозам. При подозрении на другие,  не идиопатические причины сколиоза (например кисты или опухоли), должна быть сделана обязательно магнитно-резонансная томография всего позвоночника.
Дополнительно к вышеназванным методикам обследований необходимы следующие мероприятия:
- измерение роста стоя и сидя;
- взвешивание;
- измерение объёма лёгких (спирометрия).

Данные мероприятия важны для определения динамики его развития и назначения оптимальной своевременной терапии.

### Лечение

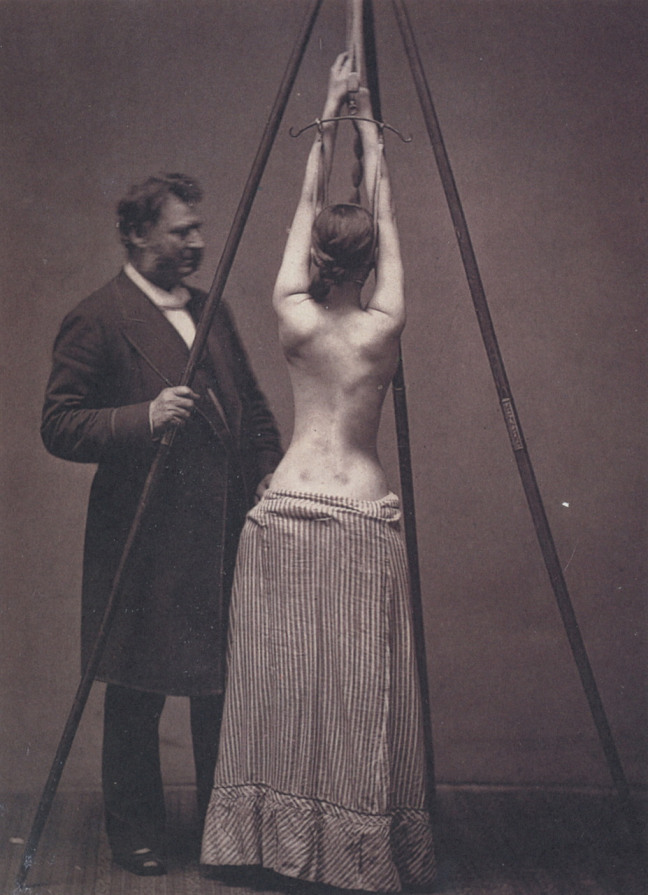
Один из исторических способов лечения сколиоза, применявшихся в XIX веке. Луис Сайр (1820-1900) и его вытяжное устройство

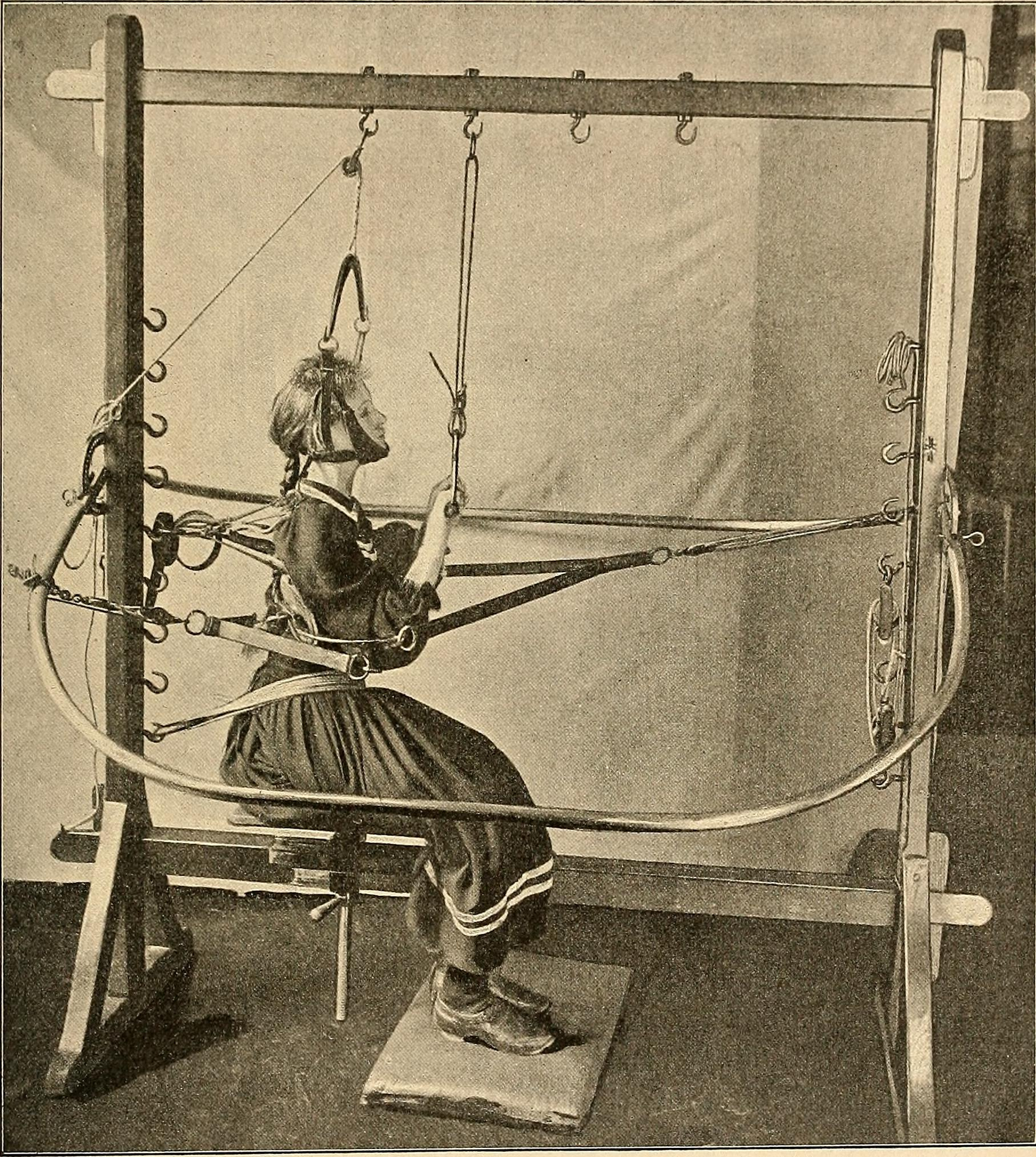
Лечение сколиоза по Максу Далега (1897 год)

В сложившейся передовой европейской практике в соответствии с тяжестью сколиоза  применяется специализированная антисколиозная гимнастика (гимнастика по методу Катарины Шрот или аналогичные ей «дыхательные» гимнастики, например гимнастика SEAS), а в качестве экономически эффективных лечебных мер применяется корсетотерапия корсетами различных производителей, созданных по принципу Эббота — Шено (Эдвилл Герхард Эбботт(1871-1938), и Жан Жак Шено (1927–2022) )

#### Консервативная (бескровная) терапия
Бескровное (консервативное) эффективное лечение сколиозов в европейской практике в настоящее время представляет собой корсетотерапию по принципу Эббота корсетами Шено и, по возможности,  дополнительно сопутствующую специализированную антисколиозную дыхательную гимнастику по Шрот, а так же по  методике SEAS .
Сколиотическое нарастание осанки (до 15° дуги искривления на свежих снимках, ещё без выраженной ротации тел позвонков относительно друг друга) должно лечиться у растущих детей специализированной гимнастикой. С 15—20° дуги искривления с появившейся ротацией позвонков используется гимнастика и  корсеты типа Шено (по крайней мере, на ночь).
Прогрессирующие (ухудшающиеся) сколиозы у растущих детей и подростков с величиной дуги более 20° на рентгеновском снимке стоя  должны обязательно эффективно лечиться качественно сделанным деротирующим корсетом Шено, с минимальным временем ношения 18 часов в сутки (следует стремиться к ношению корсета 23 часа в сутки, это значит, что корсет снимается только на время гигиенических процедур и гимнастику) и , по возможности, дополнительно с помощью интенсивной дыхательной гимнастики по Шрот или аналогичных дыхательных гимнастик. 
Корсет Шено был изобретен в начале 70-х годов XX века бывшим военным французским врачом-ортопедом Жан Жаком Шено (14.05.1927–14.07.2022) и получил всемирное признание лишь в последние десятилетия уже в XXI веке ,  как единственно лечебное средство при сколиозе (среди таких, как массаж, гимнастика, физиотерапия, остеопатия, мануальная медицина), чья эффективность была подтверждена современной доказательной медициной на примере высококачественных корсетов немецких производителей.
Рекомендуется также по возможности и доступное стационарное лечение — интенсивная реабилитация в одной из узкоспециализированных клиник, фокусирующихся на консервативном лечении сколиоза и деформаций позвоночника.
При положительных предпосылках (своевременное назначение высококачественного корсета с сильной первичной коррекцией дуги на рентгеновском снимке в корсете, хорошей мотивацией пациента к ношению корсета и ежедневному выполнению специализированной гимнастики) можно добиться в подростковом возрасте при продолжающемся ростовом скачке почти  полного исправления лишь с помощью бескровного (консервативного) лечения. Границы применения вышеназванных методов зависят от величины искривления, степени зрелости костей и от доступности и качественности проводимого лечения.
При поздно начавшемся (подростковом) идиопатическом сколиозе и его медленной прогрессии операция, как правило, не является необходимой с медицинской точки зрения.
В немецких клиниках акцент делается на ранней диагностике и использовании корсетов Шено. Например, медицинское издание FOCUS указывает, что в 80% случаев подросткового сколиоза удается избежать операции благодаря комбинации корсетирования, физиотерапии и контроля роста. Это подтверждается обязательной диагностикой детей 9–12 лет, введенной на государственном уровне, что позволяет выявлять патологию на ранних стадиях . Скрининговые программы в школах и использование современных методов диагностики (например, компьютерной оптической топографии) позволяют выявлять искривление на этапе, когда угол Кобба не превышает 20°. Это критически важно для своевременного начала успешной консервативной терапии .
Международное общество исследования сколиоза The Scoliosis Research Society (SRS) рекомендует корсеты типа Шено для подростков с искривлением 25–40°, отмечая их эффективность , как минимум, в замедлении прогрессии.
В клиниках Германии до 80% случаев подросткового сколиоза удается стабилизировать без хирургии благодаря ранней диагностике и высококачественным корсетам Шено.
Индивидуально изготовленные корсеты Шено в основном применяются при угле искривления до 40–50°. Но иногда используются и при больших искривлениях. Они корректируют деформацию в трех плоскостях, а их эффективность резко повышается при ношении от 18 до 23 часов в сутки. В клиниках Германии ещё регулярно проводится рентген-контроль позвоночника преимущественно только в корсете для оценки качества изготовления корсета, определения степени его коррекции и мотивации пациентов к продолжению ношения корсета. Такой  подход позволяет достичь стабилизации даже при тяжёлых прогрессирующих формах сколиоза.

#### Хирургическое лечение

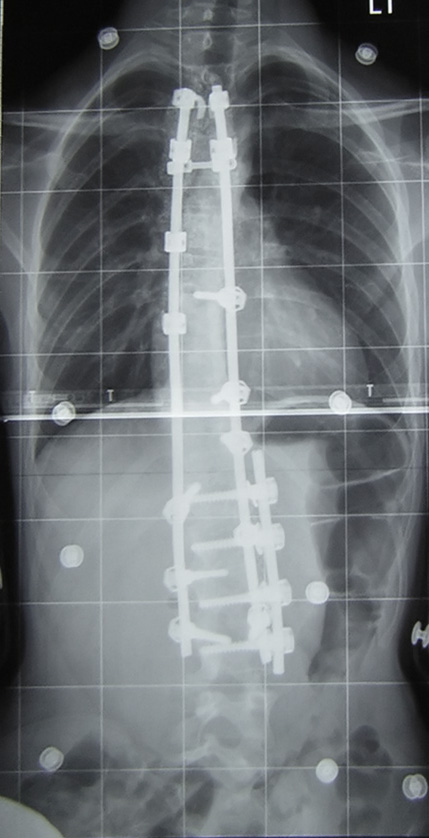
Рентгеновский снимок позвоночника в корсете после операции из заднего доступа с установленной металлической конструкцией и выполненным спондилодезом

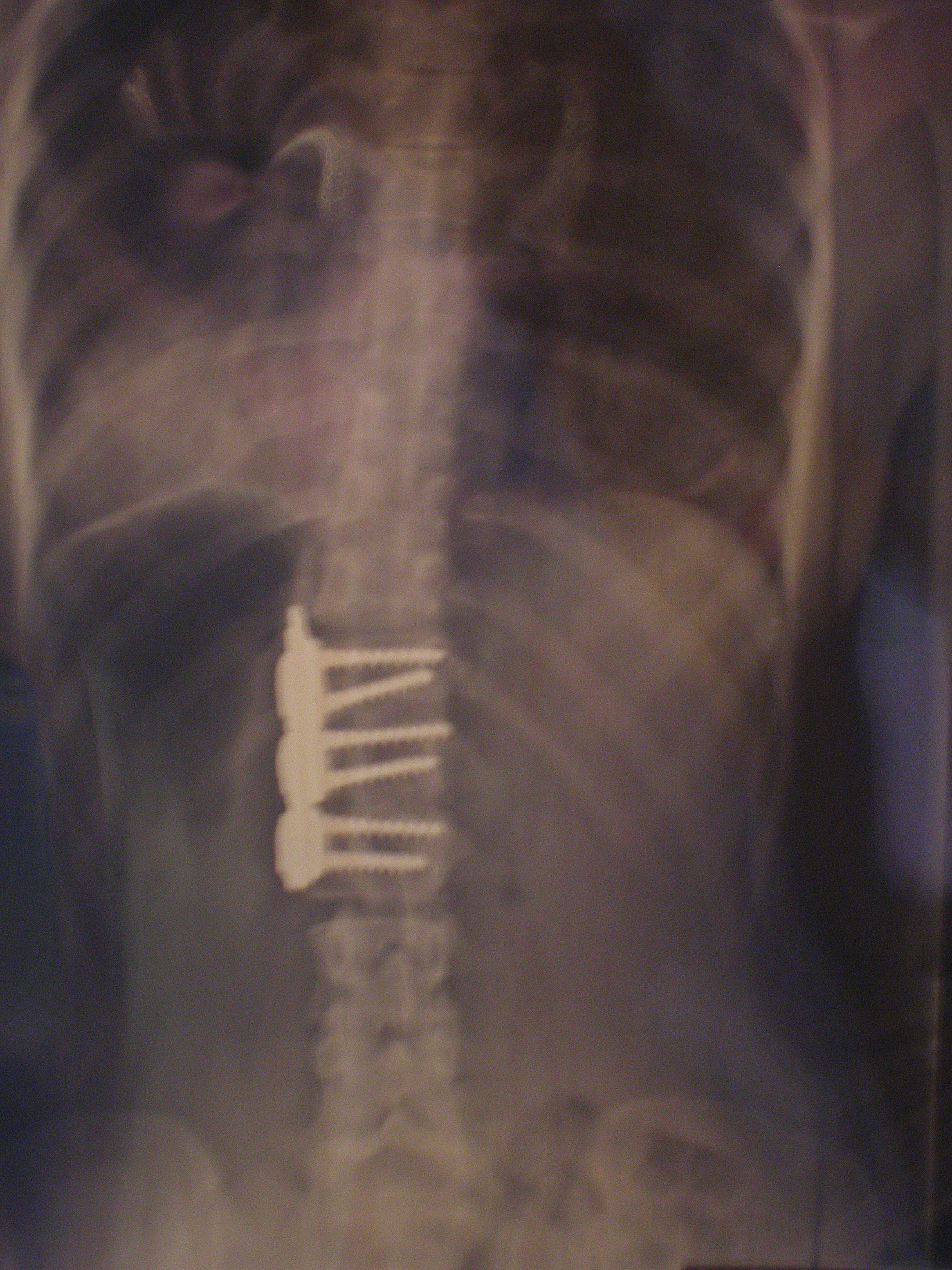
Рентгеновский снимок позвоночника после операции из переднего доступа. Металлическая конструкция установлена от 12-го грудного до 2-го поясничного позвонков.

При неуспехе бескровного консервативного лечения из-за нарушения предписанного режима ношения  корсета, плохого качества изготовленного корсета или отказе от него рассматривается операция по установке металлических конструкций и аутотрансплантантов (небольших фрагментов кости таза пациента, превращённых в костную крошку) фиксирующих между собой тела позвонков, называемая «спондилодез» или «fusion»-закрепление(слияние, заваривание).
Исходные (начальные) показания к операции меняются в зависимости от возраста и психологических проблем пациента, локализации и вида его искривления, школы и опыта конкретного хирурга, а также результативности доступного корсетного лечения и лежат между 45° и 70° по Коббу, если все возможности доступного бескровного (консервативного) лечения исчерпаны и не принесли достаточного успеха.
При оперативном лечении искривлённая  часть позвоночника выпрямляется до определённого возможного  угла при помощи металлических стержней и  шурупов (т. н. транспедикулярных винтов), что ведёт к полному обездвиживанию этих отделов позвоночника. Операция при сколиозе подходит прежде всего для сильных искривлений, которые больше не могут лечиться другими методами. Оперативная фиксация может предотвратить дальнейшую прогрессию и ухудшение состояния.
Оптимальный возраст для исправляющих деформацию операций начинается с 13-15 лет, с окончанием основного скачка роста. В противном случае, за счёт активного роста костей пациента исправляющие фиксирующие системы могут привести к нежелательным последствиям, т.н. краншафтфеномену, т.е. выламыванию крепежа конструкции из костей растущего позвоночника из-за эффекта коленвала.
Существуют два основных типа операций при сколиозе: операции с задним(дорзальным) и передним(вентральным) доступом.
Оперативный разрез при заднем доступе находится на средней линии туловища и одном из крыльев тазовой кости. Используются различные системы металлических стержней, которые крючками или шурупами (т. н. педикулярными винтами) прикрепляются к позвоночнику и затем изменяют его кривизну на больших участках. Для лучшей стабилизации всей конструкции стержни имеют поперечные соединения (мостики).

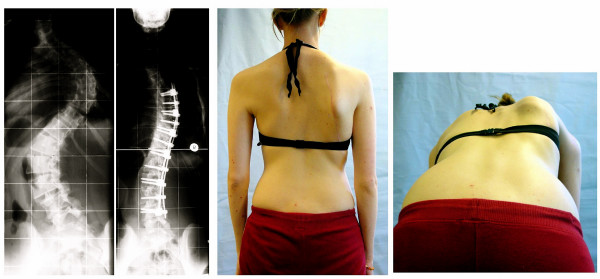
Результат после операции по поводу тяжелого сколиоза (вентральным доступом) Недостаточный косметический эффект, несмотря на видимый шов от дополнительного хирургического удаления сильно выступавшего края лопатки

После операции теряется подвижность в зафиксированных отделах позвоночника. Это способствует впоследствии сращению тел позвонков в единый костный блок необходимой длины и желаемой геометрии. Недостаток метода состоит в том, что позвоночник на больших участках оказывается обездвижен, и общая подвижность позвоночного аппарата ограничена, что вынуждает пациента менять привычные стереотипы движений. Преимущество метода с костной фиксацией позвоночника от операций  без такой костной фиксации в более заметной косметической коррекции формы туловища и в улучшении баланса при ходьбе.
При операции с передним доступом разрез делается вдоль рёбер сбоку. При этом одно ребро удаляется и используется позже в размельченном виде как собственный костный материал для фиксации. Он будет вводиться в пространства между позвонками вместо удалённых дисков. После вскрытия грудной и брюшной полости позвоночник освобождается так, чтобы хирург имел свободный доступ к позвонкам и межпозвонковым дискам.
Для коррекции в определённых сегментах удаляют диски и сбоку в корригируемые позвонки вводят шурупы. Их соединяют стержнем и после коррекции прикрепляют к нему. На место вынутых дисков вводят подготовленный костный материал. При современной методике операции для лучшей стабильности применяют два стержня, если это позволяет состояние позвоночника. 

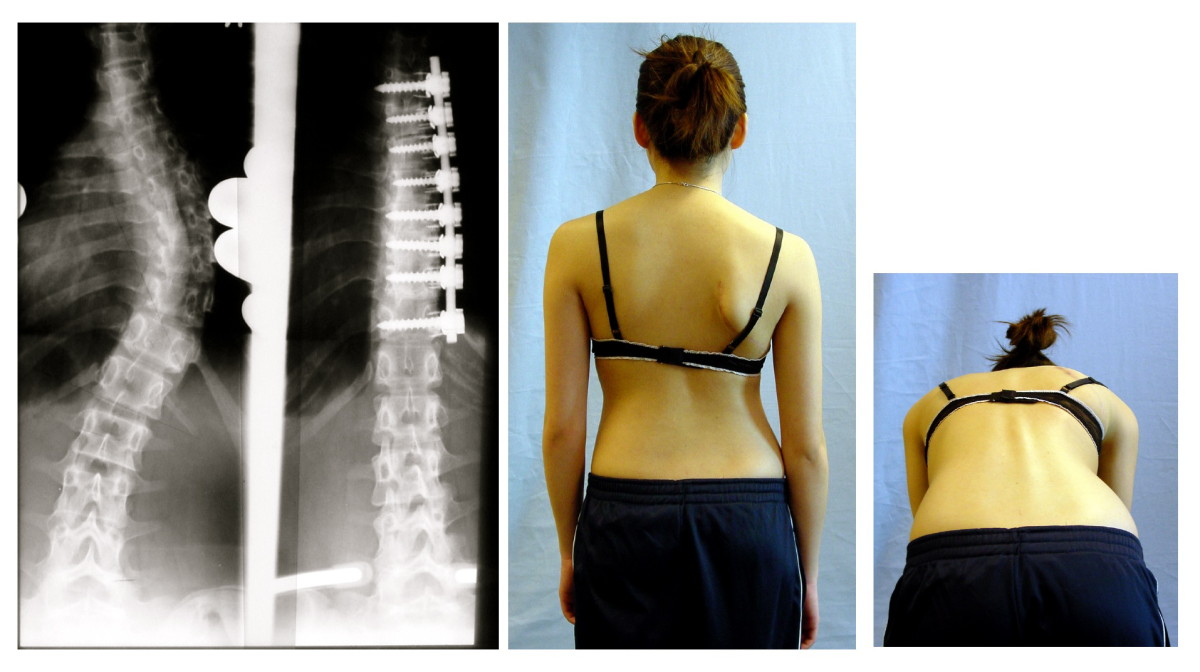
Считающийся очень хорошим результат после операции (вентральным доступом) по поводу не очень тяжёлого сколиоза. Нижняя часть позвоночника не фиксирована и пациентка может сгибаться в пояснице

Недостаток этой методики — вскрытие брюшной и грудной полостей. Кроме того, иногда необходимо после операции определённое время носить корсет, для закрепления достигнутого результата.
Считается, что результаты операций с передним доступом при не очень тяжёлых сколиозах выглядят лучше в косметическом плане, так как шов находится сбоку и прикрывается рукой. Операция с заднего доступа,  как правило, даёт большую  итоговую коррекцию тяжёлых искривлений и сегодня она обычно не требует заключительного послеоперационного ношения корсета, но без дополнительной резекции реберного горба её результаты в косметическом плане иногда недостаточны, к тому же шов от неё остаётся посередине спины.

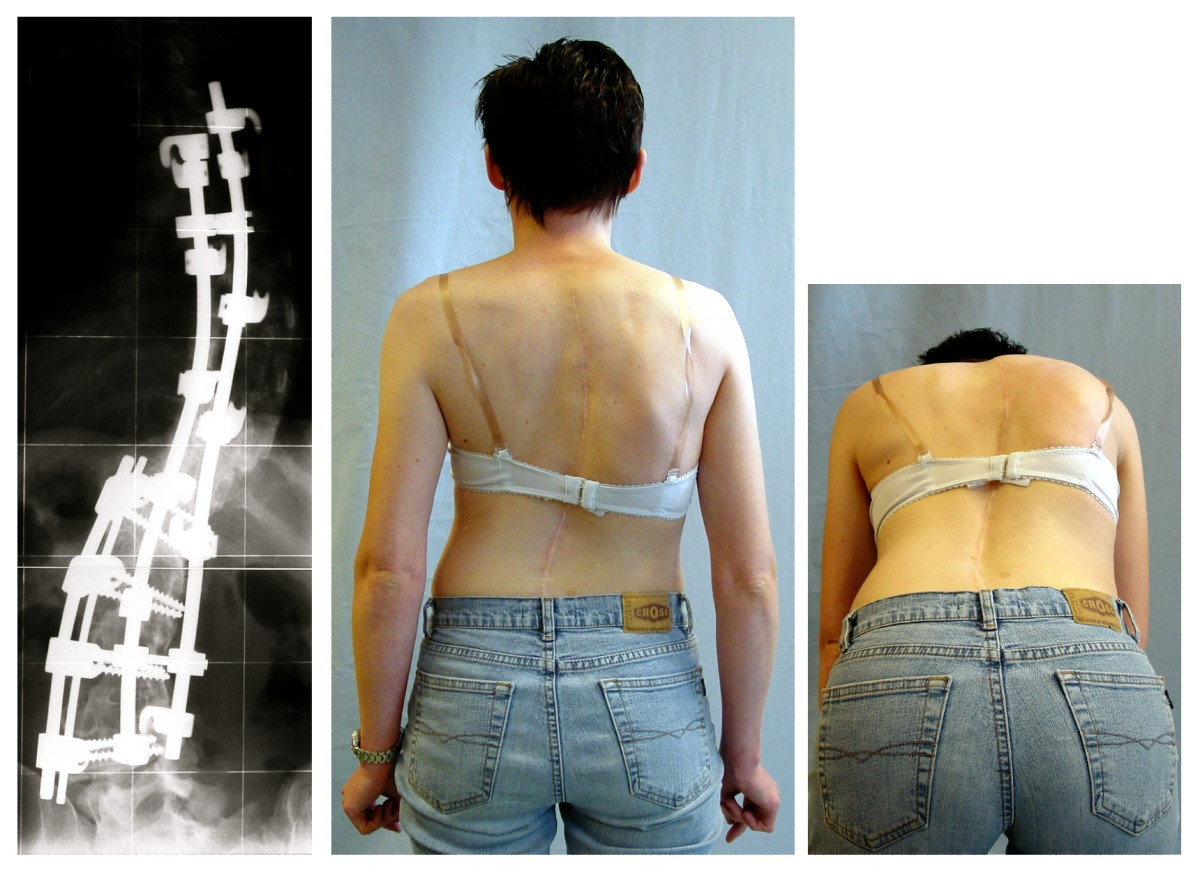
Результат после операции (дорсальным доступом) по поводу изначально очень тяжёлого сколиоза

Общий риск осложнений операции при идиопатическом сколиозе, по данным немецких учёных, определяется примерно в 5 % в германских специализированных клиниках. Возможные осложнения — воспаления органов дыхания, ограничение дыхания, повторные кровотечения, травмы нервной системы. К примеру, в Германии считается, что в больших оперативных центрах риск определяется как очень умеренный и операции протекают относительно без осложнений. При этом операции при сколиозе считаются высокотехнологичными, сложными и относительно дорогостоящими (их цены варьируются от 38 000 до 45 000 евро, включая реабилитацию). 
В результате большинства косметически эффективных операции (которая в некоторых случаях может полностью исправить дугу искривления) позвоночник  блокируется навсегда. Поскольку позвонкам, свободным от трансплантата и имплантируемой конструкции, приходится больше работать, чтобы «компенсировать» иммобилизацию остальной части позвоночного столба, боль в спине может появиться непредсказуемо и в любом возрасте.
Так как позвоночник изначально сам по себе имеет гибкое устройство, предназначенное для его движения, а не для блокировки, считается, что операция не решает проблему полностью: она устраняет один дефект – искривление, чтобы создать новый: ригидность (неподвижность) спины, связанную с операцией. Поэтому важнейшее значение приобретает своевременное и качественное оказание ортезной (корсетной) помощи детям и подросткам с выявленными сколиозами на этапе их скачка роста, которая спасает их от необходимости тяжёлой операции в ближайшем будущем и улучшает формы тела, а так же состояние позвоночника.

### Сколиоз и беременность
Как правило, беременность не ухудшает течение сколиоза и не приводит к увеличению искривления. Но шведское исследование показало, что многократные беременности у пациенток до 23 лет могут приводить к ухудшению и прогрессии сколиоза. При беременности после 30 лет можно не бояться осложнений или прогрессии, если интенсивно заниматься специализированной гимнастикой. С точки зрения родовспоможения сколиоз не оказывает никакого влияния на течение беременности и родов. Но это не относится на все 100 % к оперированным пациенткам. Из-за сильного обездвиживания нижнего отдела позвоночника возможно затруднение реакции тазового кольца.

### Сколиоз и служба вВС РФ
Для граждан Российской Федерации вопрос призыва решается на основании постановления Правительства Российской Федерации от 04.07.2013 № 565 «Об утверждении Положения о военно-врачебной экспертизе», согласно которому:

Степень сколиоза определяется рентгенологом по рентгенограммам на основании измерения углов сколиоза: I степень — 1 — 10 градусов, II степень — 11 — 25 градусов, III степень — 26 — 50 градусов, IV степень — более 50 градусов (по В. Д. Чаклину)

Измеряется угол между двумя линиями, проведёнными через центр наиболее отклонённого позвонка и через центр ближайшего неизменённого. Сколиоз может быть С-образный (с одной дугой искривления), может быть S-образный (с двумя дугами искривления) и Σ-образный (с тремя дугами искривления). В таком случае тяжесть состояния определяется по искривлению с наибольшим углом отклонения позвоночника.
Призывники, у которых по этой шкале угол сколиотического искривления позвоночника до 10 градусов включительно, подлежат призыву в ВС РФ, с установлением категории годности Б-3 или Б-4 (годны к военной службе с незначительными ограничениями) в зависимости от угла искривления позвоночника. Освобождение от призыва в ВС РФ даётся при II и последующих степенях заболевания.

## Международный день борьбы со сколиозом
Ежегодно 30 июня проводится Международный день борьбы со сколиозом. Ежегодное событие возникло с 2013 года по инициативе Ассоциации сколиоза Великобритании - Scoliosis Association of United Kingdom (SAUK). Эти июньские мероприятия третьей декады месяца имеют ежегодный международный характер среди пациентов и специалистов.